# Saccharum kajkaiense
Saccharum kajkaiense är en gräsart som först beskrevs av Aleksandre Melderis, och fick sitt nu gällande namn av Aleksandre Melderis. Saccharum kajkaiense ingår i släktet Saccharum och familjen gräs. Inga underarter finns listade i Catalogue of Life.